# Mr. Saturday Night (àlbum de Jon Pardi)
Mr. Saturday Night és el quart àlbum d’estudi del cantant de country estatunidenc Jon Pardi. L’àlbum es va llançar el 2 de setembre de 2022 a través de Capitol Nashville. L’àlbum està coproduït per Jon Pardi, juntament amb Bart Butler i Ryan Gore.

## Llista de cançons[1]
| No. | Títol                              | Compositor(s)                                                             | Durada |
| --- | ---------------------------------- | ------------------------------------------------------------------------- | ------ |
| 1.  | “Mr. Saturday Night”               | Benjy Davis · Reid Isbell · Joe Ragosta                                   | 3:06   |
| 2.  | “Fill ‘Er Up”                      | Jon Pardi · Ross Copperman · Brice Long                                   | 2:48   |
| 3.  | “Last Night Lonely”                | Jimi Bell · Joe Fox · Dylan Marlowe                                       | 3:02   |
| 4.  | “Neon Light Speed”                 | Andy Albert · Josh Dorr · Paul DiGiovanni                                 | 3:07   |
| 5.  | “New Place to Drink”               | Pardi · Jessie Jo Dillion · Luke Laird                                    | 3:53   |
| 6.  | “Your Heart or Mine”               | Bart Butler · Justin Ebach · John Pierce                                  | 2:41   |
| 7.  | “Santa Cruz”                       | Pardi · Laird                                                             | 3:16   |
| 8.  | “Longneck Way To Go” (ft. Midland) | Rhett Akins · Jess Carson · Cameron Duddy · Ashley Gorley · Mark Wystrach | 3:08   |
| 9.  | “Raincheck”                        | Will Bundy · John Edwards · Michael Tyler                                 | 3:32   |
| 10. | “Workin’ on a New One”             | Pardi · Atkins · Laird                                                    | 2:50   |
| 11. | “Hung the Moon”                    | Bundy · John Morgan · Jameson Rodgers                                     | 3:37   |
| 12. | “The Day I Stop Dancin’”           | Butler · Ebach · Josh Thompson                                            | 3:16   |
| 13. | “Smokin’ a Doobie”                 | Pardi · Atkins · Laird                                                    | 2:55   |
| 14. | “Reverse Cowgirl”                  | Fox · Zach Dyer · Jared Scott                                             | 3:26   |